# Анукіте
Анукіте або Дволике — фігура фольклору індіанців Великих рівнин. У деяких племенах Дволике описується подібним до огрів, але найчастіше воно описується подібним до людини, за винятком того, що воно має друге обличчя на задній стороні його голови. Якщо людина подивиться на це друге обличчя, вона буде або вбита, або паралізована страхом, поки Дволике не обернеться, щоб убити її. У фольклорах деяких племен існує лише одне Анукіте (залежно від племені, воно жіночої або чоловічої статі), в той час як у фольклорах інших племен існують цілі народи Дволиких. Злодіяння Анукіте коливається від вбивств і каліцтва людей, до людожерства, викрадення дітей або навіть просто лякання дітей, що погано поводяться. У деяких легендах Сіу, Анукіте жіночої статі винна у дитячих капризах і нічних страхах. У міфології племені Омаха, Анукіте вбиває вагітну маму героїв-близнюків.

## Анукіте в культурі
- У шостому сезоні телесеріалу Вовченя, Скот МакКол та його зграя бореться з Анукіте.